# Dainik Ekmat
Ekmat is een Marathi-dagblad, dat uitgegeven wordt in Latur in de Indiase deelstaat Maharashtra. Het blad werd opgericht door Amit Deshmukh en kwam in 1995 voor het eerst uit. De krant verschijnt in verschillende edities: Latur, Beed, Osmanabad, Nanded, Solapur en Aurangabad.